# Potok Tounjski
 Potok Tounjski  falu Horvátországban, Károlyváros megyében. Közigazgatásilag Tounjhoz tartozik.

## Fekvése
Károlyvárostól 30 km-re délnyugatra, községközpontjától 3 km-re északkeletre fekszik.

## Története
A falunak 1857-ben 406, 1910-ben 546 lakosa volt. Trianonig Modrus-Fiume vármegye Ogulini járásához tartozott. 2011-ben a falunak 72 lakosa volt.

## Lakosság
| Lakosság változása | Lakosság változása | Lakosság változása | Lakosság változása | Lakosság változása | Lakosság változása | Lakosság változása | Lakosság változása | Lakosság változása | Lakosság változása | Lakosság változása | Lakosság változása | Lakosság változása | Lakosság változása | Lakosság változása | Lakosság változása |
| ------------------ | ------------------ | ------------------ | ------------------ | ------------------ | ------------------ | ------------------ | ------------------ | ------------------ | ------------------ | ------------------ | ------------------ | ------------------ | ------------------ | ------------------ | ------------------ |
| 1857               | 1869               | 1880               | 1890               | 1900               | 1910               | 1921               | 1931               | 1948               | 1953               | 1961               | 1971               | 1981               | 1991               | 2001               | 2011               |
| 406                | 483                | 465                | 528                | 571                | 546                | 504                | 478                | 553                | 518                | 426                | 293                | 210                | 151                | 88                 | 72                 |

## Nevezetességei
A Božidar-forrás kőépítménye 1847-ben készült a történelmi Jozefina út mentén, két évvel azután, hogy Josip Kajetan Knežić őrnagy befejezte annak megépítését. A forrásépítmény azon egyszerű, építészetileg harmonikus építmények és infrastrukturális létesítmények (hidak, forrásépítmények, kutak, napórák, feliratok, emléktáblák) sorába tartozik, amelyeket a Jozefina úttal együtt a 18. és 19. századi útépítés során hoztak létre az út környezetének kiépítése érdekében.